# Cryptographis
Cryptographis was een geslacht van vlinders van de familie grasmotten (Crambidae), uit de onderfamilie Pyraustinae. Volgens Nuss, M.; et al. (2003–2022) is Cryptographis een synoniem van het geslacht Palpita. De soorten van het geslacht Cryptographis zijn ondergebracht in de geslachten Palpita, Diaphania en Desmia.